# یاس‌فلشوسنت‌دیوردی
یاس‌فلشوسنت‌دیوردی (به مجاری:  Jászfelsőszentgyörgy) یک منطقهٔ مسکونی در مجارستان است که در ناحیه یاسبرنی واقع شده‌است. یاس‌فلشوسنت‌دیوردی ۳۹٫۲۸ کیلومتر مربع مساحت و ۱٬۹۰۵ نفر جمعیت دارد.